# 羅曼-科什山
44°36′39″N 34°14′36″E / 44.61083°N 34.24333°E

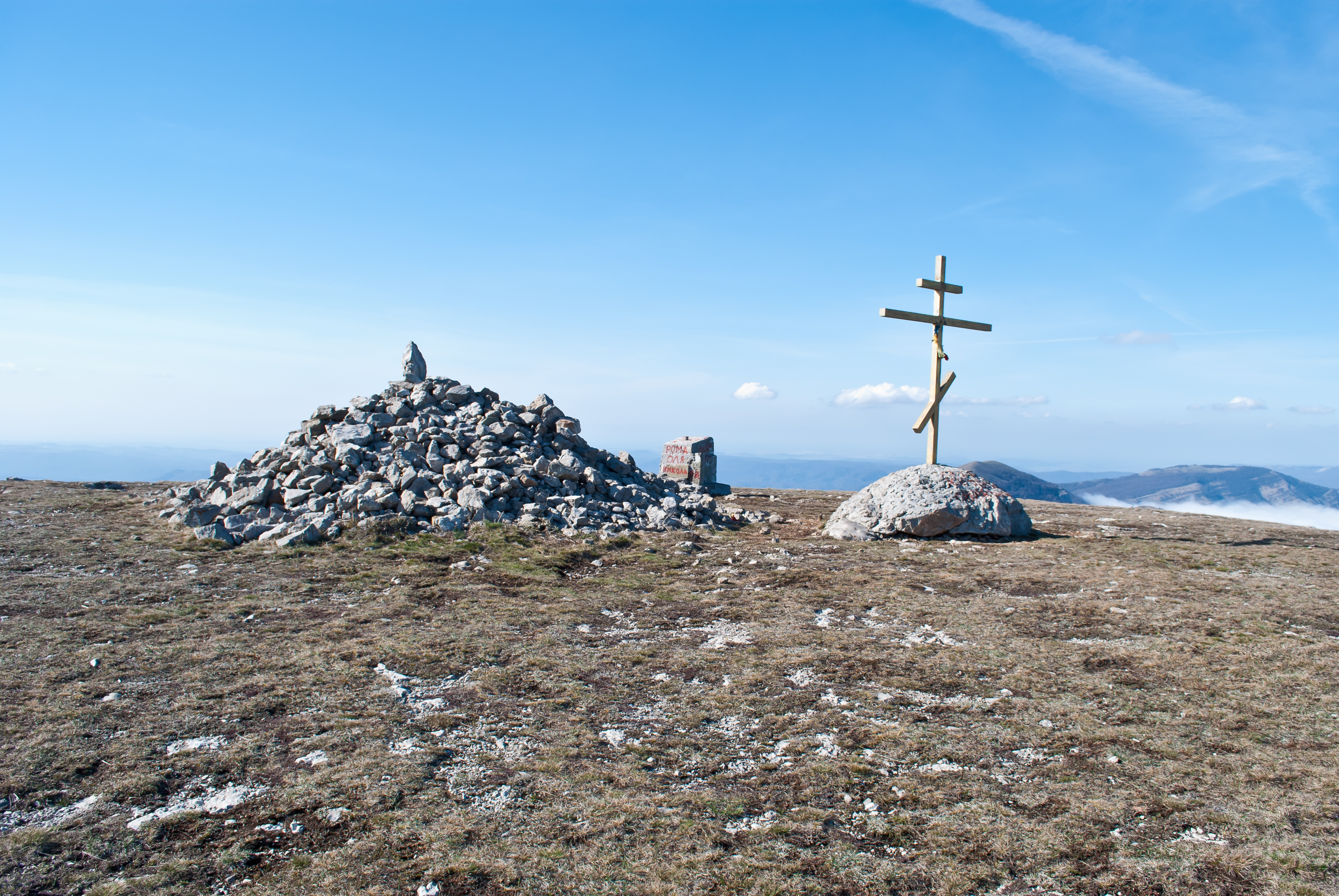

羅曼-科什山是烏克蘭的山峰，位於克里米亞共和國，屬於克里米亞山脈的一部分，該山峰海拔高度1,545米，是克里米亞的最高峰。